# Рубашечное
Рубашечное — бессточное пресноводное озеро на территории Кестеньгского сельского поселения Лоухского района Республики Карелии.

## Общие сведения
Площадь озера — 1,1 км². Располагается на высоте 131,0 м над уровнем моря.
Форма озера треугольная. Берега изрезанные, каменисто-песчаные, преимущественно заболоченные.
Рубашечное поверхностных стоков не имеет и принадлежит бассейну реки Елети. Елеть впадает в озеро Новое, через которое протекает река Кереть, которая, в свою очередь, впадает в Белое море.
Код объекта в государственном водном реестре — 02020000711102000002491.